# Kesha
Kesha Rose Sebert művésznevén: Kesha (Los Angeles, Kalifornia, 1987. március 1. –) amerikai énekesnő-dalszövegíró. Korábban '$' jellel a nevében szerepelt (Ke$ha), de miután kijött a rehabilitációs központból (étkezési rendellenesség), eltüntette a nevéből.

## Élete

### Fiatalkora
San Fernando Valley-ben született Los Angelesben. Édesanyja Patricia Rose Sebert (Pebe Sebert), apja ismeretlen. Anyai ágon egyik dédszülei magyarok voltak, eredetileg Szentesről származtak, míg másik anyai dédszülei lengyel származásúak. Magyar dédapját Kecse Nagy Sándornak (született: 1881.03.16.), dédanyját Kecse Nagy Lídiának (született: Tóth Lídia, 1886.06.09.) hívták, akik 1913-ban vándoroltak ki két lányukkal, Margittal és Gizellával az Amerikai Egyesült Államokba. Édesanyja, Pebe Sebert egyedül nevelte három gyermekét, Keshát, Lagant és Louie-t. Édesanyja szintén művész, ő is énekel, és dalokat is szerez. Már korán felismerte a lányában rejlő tehetséget ezért elköltöztek Nashville-be. Itt három évig egy zeneiskolában tanulhatott, majd édesanyja kiadókhoz kezdte hordani, mondván, hátha valaki felfigyel Kesha tehetségére. Később a Brentwood High School-ra járt, majd ezt 17 évesen otthagyta, és visszatért Los Angelesbe, hogy zenei karriert csinálhasson.

### A zenei karrier kezdetei
Először azt szerette volna, ha egyenesen maga Prince hallgatja meg, s ezért oda is ment az énekes Beverly Hillsen található otthonához. Innen azonban kidobták, ám ezelőtt még otthagyta a demóját, melyet később maga Prince talált meg. Kezdetben szerény jövedelemből élt, pincérnőként is dolgozott egy éjjeli bárban és közben kisebb haknizásokat is vállalt. Ám jól jött neki, hogy Dr Luke felfigyelt rá, hiszen megtetszett neki Kesha, ezért segítségként továbbküldte Max Martinhoz, akivel elkezdtek együtt dolgozni.
2006 és 2008 között már igencsak médiás körökben mozgott: többnyire dalokat szerzett, melyek például a Degrassi: The Next Generationben, vagy a The Hillsben is elhangzottak, ám a The Veronicas 2009-ben újra kiadott lemezén, a Hook Me Up-on hallható This Love című dalt is ő szerezte, valamint háttérvokálozott Britney Spears Lace and Leather című dalában. Ezek mellett szerepelt Katy Perry debütáló dalának, az I Kissed a Girlnek a klipjében is, s a forgatások alatt összebarátkozott Katyvel is. Később ő segített Keshának Los Angelesben újabb lehetőségekhez jutni.

### A sikeres Kesha
2009-ben nagyot fordult vele a világ: énekesnőt kerestek az akkor már világhírű rapper és producer, Flo Rida egyik slágergyanús dalához, a 'Right Round'-hoz, s mivel Kesha akkor éppen Dr Lukekal tárgyalt, s mivel ő volt Flo Rida producere is, ezért úgy volt vele, hogy megnézi, mi sül ki a dologból. S miután elkészült a dal, maga Flo Rida nyilatkozott olyan elismerően, hogy az mindenkit meglepett. Ezután a rapper meg is hívta vokalistának a hölgyet a következő dalához, a Touch Me-hez is. Egyébként a R.O.O.T.S. című albumon található Right Round világsláger lett, Amerikában és az Egyesült Királyságban is első helyen zárt, s emellett számos mozi soundtrackjén is megtalálható. A sikereket természetesen a kiadók is figyelemmel kísérték, majd nem sokkal később Keshát az RCA Records leszerződtette Dr Lukeon keresztül, aki debütáló albumán is munkálkodott. Első kislemeze, mely 'Tik Tok' címmel jelent meg, az amerikai rádiókban legelőször 2009. október 5-én volt hallható.
2009 októberében jelentette be az MTV Push-ban, hogy a nagylemeze, mely az RCA Records gondozásában jelent meg 2010. január 5-én, az 'Animal' címet kapja. A lemez néhány nap alatt a igen elismerő kritikákat kapott. 2010 Novemberében jelent meg 'Cannibal' című albuma.
Az énekesnő a 2011-ben megrendezett Kapcsolat koncerten lépett fel először Budapesten, a Get Sleazy Tour magyarországi állomásán.
2012-ben kiadta a 'Warrior' című albumát. Az album kiadása után nem jelent meg önálló száma, csak közreműködött Pitbull 'Timber' című számában. 2013-ban pert indított a producere (Dr Luke) ellen. Számos bírói tárgyalás után sincs még lezárva az ügy, viszont a Sony Entertainment 2017-ben úgy döntött, hogy elbocsájtja Dr Luke-ot. Így Kesha hamarosan újra színre léphet. Ugyan zenét még nem adhat ki, de 2016-ban elkezdett újra koncerteket adni egy zenekarral, melynek neve: Kesha And The Creepies. Negyedik albumának megjelenése 2017-re várható.

### Period
Kesha 2025. július 4-én jelentette meg hatodik nagylemezét Period (azaz Pont) címmel. Az album komoly fordulatot jelent az énekesnő pályáján, ugyanis a hosszas pereskedéseket és jogvitákat lezárva ez az első anyaga, amelyet saját független kiadójánál, a Kesha Recordsnál jelentetett meg. Ezzel Kesha visszaszerezte művészi szabadságát.

## Diszkográfia

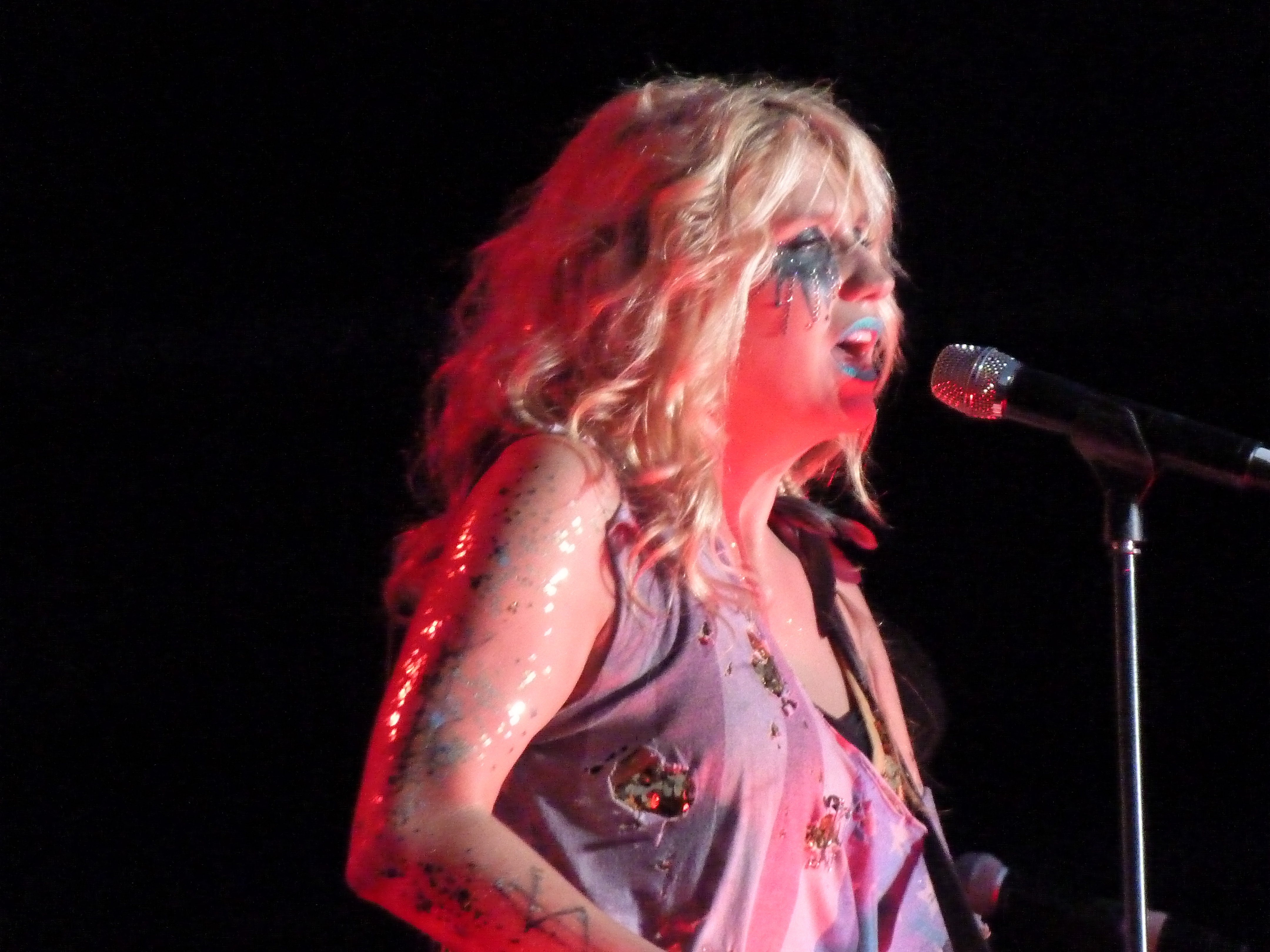
KeSha Budapesten, Kapcsolat koncert 2011

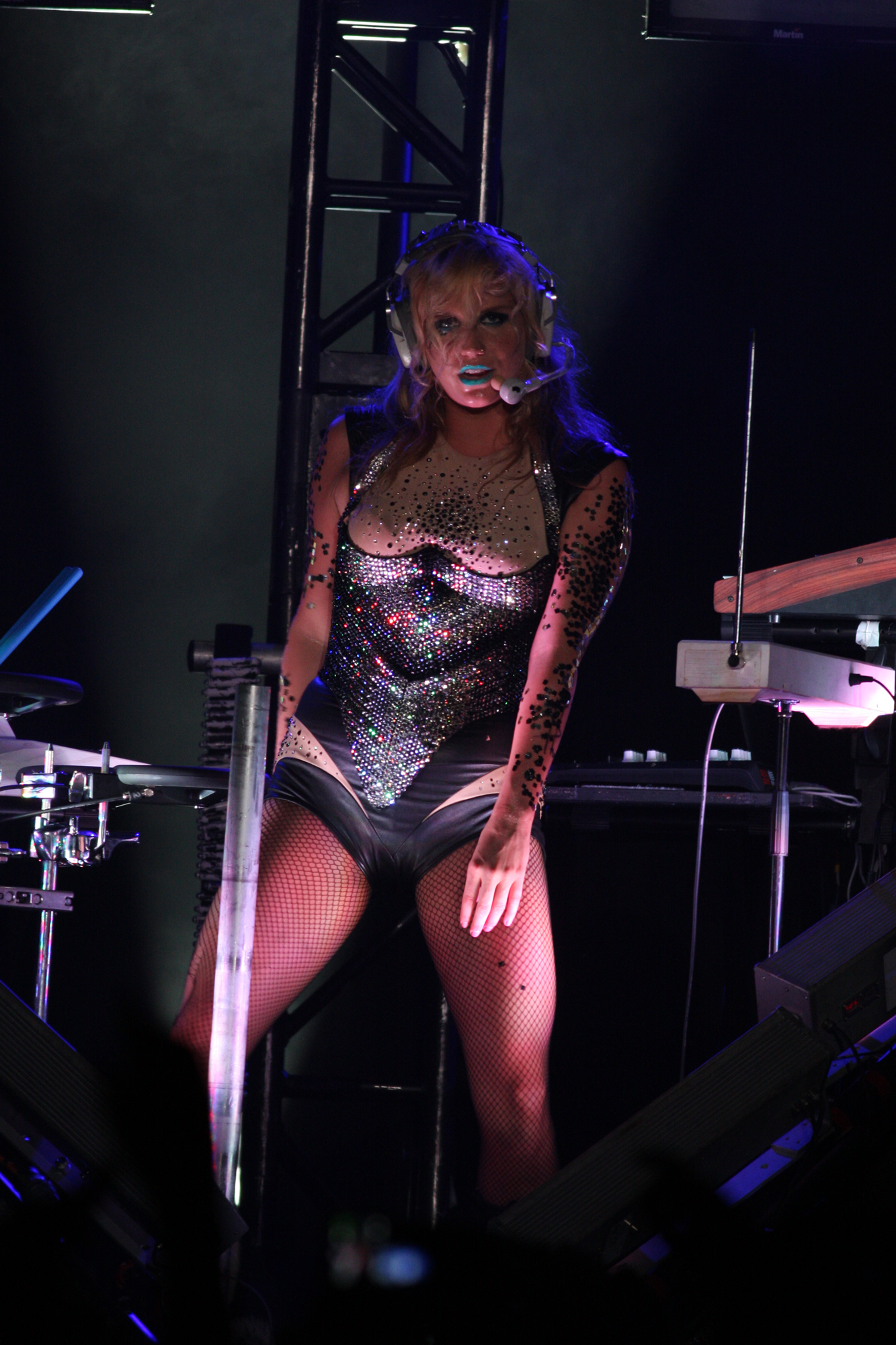
Kesha 2011-ben készített koncertfelvételen Ausztráliában

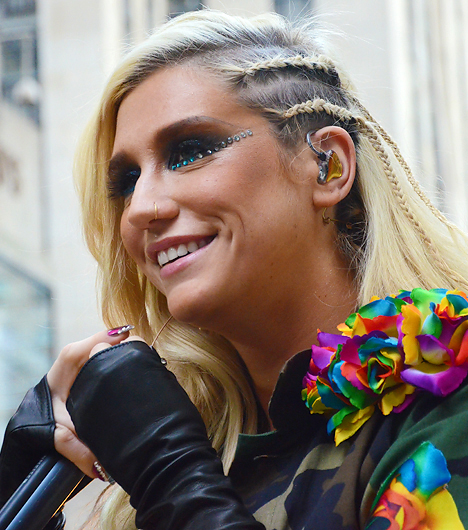
KeSha interjút ad az NBC-nek 2012-ben New Yorkban

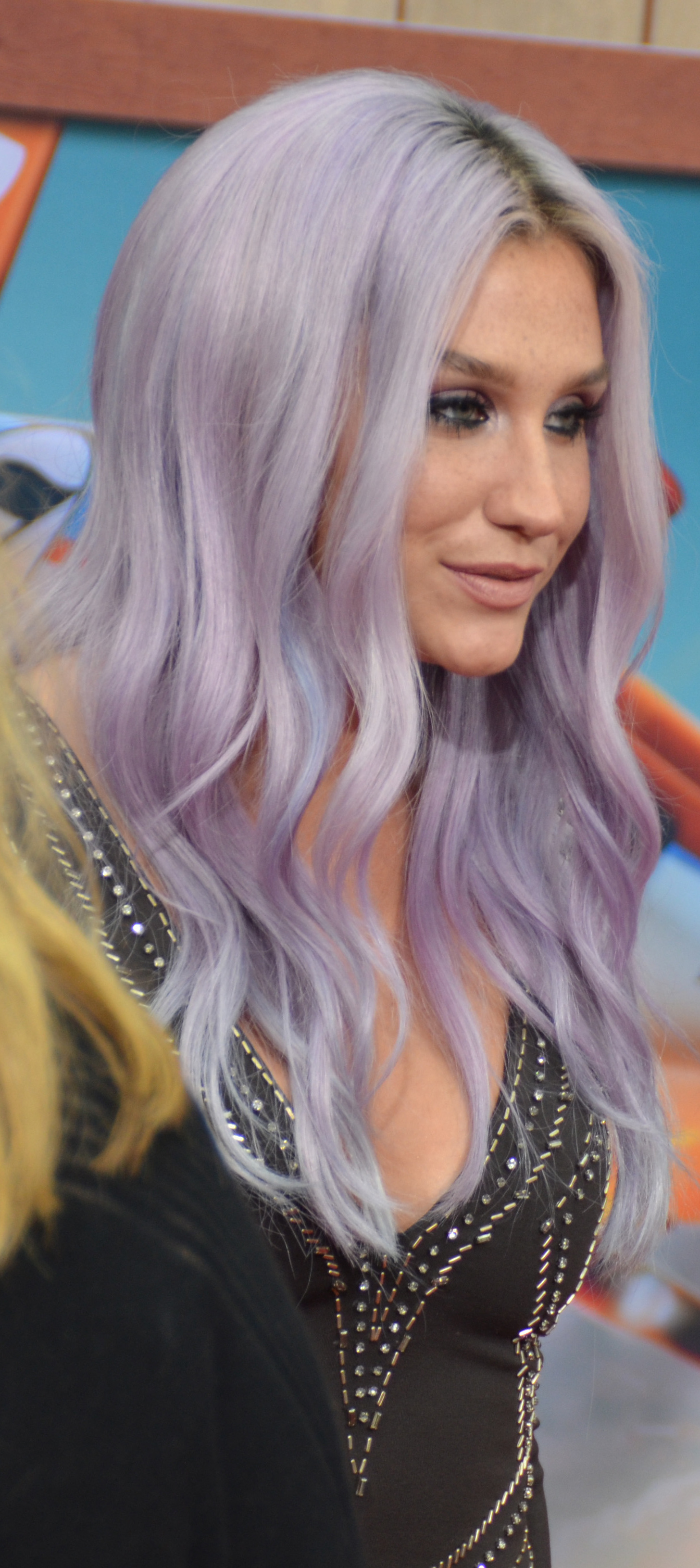
KeSha a Repcsik: A mentőalakulat című film premierjén, 2014-ben

Klipek
1. Tik Tok
2. Blah Blah Blah feat 30H!3
3. Your Love Is My Drug
4. My Fist Kiss feat 30!H3
5. Take It Off
6. Wer Who Wer
7. Blow
8. Die Young
9. Crazy Kids ft Will.i.am.
10. C'Mon
11. Timber ft Pitbull
12. Dirty Love
13. Right Round ft Florida
14. Dirty Picture ft Taio Cruz
15. Animal
16. Stephen
17. Praying
18. Learn to let go
19. Rainbow

### Nagylemezek
- Animal (2010)
- Warrior (2012)
- Rainbow (2017)
- High Road (2020)
- Gag Order (2023)
- Period (2025)

### Középlemezek
- 2010: Cannibal

1. Cannibal

2. We R Who We R

3. Sleazy

4. Blow

5. The Harold Song

6. Crazy Beautiful Life

7. Grow a Pear

8. C U Next Tuesday

9. Animal (Billboard Remix)
- 2012: Deconstructed

1. Old Flames

2. Blow (acoustic)

3. The Harold Song (acoustic)

4. Die Young (acoustic)

5. Supernatural (acoustic)

### Kislemezek
| Év   | Cím                                | Legmagasabb helyezés | Legmagasabb helyezés | Legmagasabb helyezés | Legmagasabb helyezés | Legmagasabb helyezés | Legmagasabb helyezés | Legmagasabb helyezés | Legmagasabb helyezés | Legmagasabb helyezés | Legmagasabb helyezés | Minősítés                                                                                           | Album    |
| Év   | Cím                                | US                   | UK                   | NZ                   | AUS                  | CAN                  | NOR                  | IRE                  | SWE                  | DK                   | NL                   | Minősítés                                                                                           | Album    |
| ---- | ---------------------------------- | -------------------- | -------------------- | -------------------- | -------------------- | -------------------- | -------------------- | -------------------- | -------------------- | -------------------- | -------------------- | --------------------------------------------------------------------------------------------------- | -------- |
| 2009 | "TiK ToK"                          | 1                    | 4                    | 1                    | 1                    | 1                    | 1                    | 3                    | 3                    | 3                    | 1                    | - AUS: 5× Platina - AUT: Platina - CAN: 7× Platina - GER: Platina - NZ: 2× Platina - US: 5× Platina | Animal   |
| 2010 | "Blah Blah Blah" (featuring 3OH!3) | 7                    | 11                   | 7                    | 3                    | 3                    | —                    | 18                   | 39                   | 32                   | 7                    | - AUS: Platina - CAN: 2× Platina - NZ: Arany - US: Platina                                          | Animal   |
| 2010 | "Your Love Is My Drug"             | 19                   | 63                   | 21                   | —                    | 21                   | —                    | —                    | —                    | —                    | —                    | - AUS: Platina - NZ: Arany - US: 2x Platina                                                         | Animal   |
| 2010 | Take It Off                        | 8                    | 15                   | 11                   | 5                    | 8                    | —                    | 12                   | —                    | —                    | —                    | - AUS: Arany - NZ: Arany - US: Platina                                                              | Animal   |
| 2010 | We R Who We R                      | 1                    | 1                    | 4                    | 1                    | 2                    | —                    | 10                   | —                    | —                    | —                    | - AUS: 2x Platina - NZ: Platina                                                                     | Cannibal |
| 2011 | Blow Till The World Blow           | 32                   | —                    | 8                    | 20                   | 48                   | —                    | —                    | —                    | —                    | —                    | | Cannibal |

#### Közreműködőként
| Év   | Cím                             | Legmagasabb helyezés | Legmagasabb helyezés | Legmagasabb helyezés | Legmagasabb helyezés | Legmagasabb helyezés | Legmagasabb helyezés | Legmagasabb helyezés | Legmagasabb helyezés | Legmagasabb helyezés | Minősítés                                            | Album           |
| Év   | Cím                             | US                   | UK                   | AUS                  | AUT                  | CAN                  | GER                  | IRE                  | NZ                   | SWI                  | Minősítés                                            | Album           |
| ---- | ------------------------------- | -------------------- | -------------------- | -------------------- | -------------------- | -------------------- | -------------------- | -------------------- | -------------------- | -------------------- | ---------------------------------------------------- | --------------- |
| 2009 | Right Round (feat. Flo Rida)    | 1                    | 1                    | 1                    | 2                    | 1                    | 4                    | 1                    | 2                    | 2                    | - US: 4× Platina - AUS: 3× Platina - CAN: 3× Platina | R.O.O.T.S.      |
| 2010 | Dirty Picture (feat. Taio Cruz) | 96                   | 6                    | 16                   | –                    | 49                   | –                    | 10                   | 12                   | –                    | - AUS: Arany                                         | Rokstarr        |
| 2010 | My First Kiss (feat. 3OH!3)     | 9                    | 7                    | 13                   | 28                   | 28                   | –                    | 10                   | 15                   | –                    | - US: Arany - AUS: Platina - CAN: Platina            | Streets of Gold |

## Fordítás
- Ez a szócikk részben vagy egészben  a   Kesha (singer) című angol Wikipédia-szócikk fordításán alapul.  Az eredeti cikk szerkesztőit annak laptörténete sorolja fel. Ez a jelzés csupán a megfogalmazás eredetét és a szerzői jogokat jelzi, nem szolgál a cikkben szereplő információk forrásmegjelöléseként.